# Communauté coutumière d'Indonésie
En Indonésie, une masyarakat adat, que l'on peut traduire par « communauté coutumière », est une population occupant une aire géographique déterminée, dont l'existence est principalement réglée par la coutume.
Lorsque cette aire est un village, on parle de desa adat ou « village coutumier ». Lorsque c'est un simple hameau, on parle de kampung adat.

## Situation actuelle
La fin du régime Soeharto voit l’émergence de revendications de toutes sortes. Depuis la démission de Soeharto en 1998, on observe une montée de l’affirmation du rôle que doivent jouer les populations locales dans l’exploitation des ressources naturelles. Cette revendication trouve d'autant plus des moyens de se faire entendre depuis l'entrée en vigueur de lois sur l'autonomie régionale.
Le point de ralliement des différents mouvements agissant sur ce terrain sont une contestation de l’État et de la mondialisation économique. Ces organisations se sont regroupées au sein d’une structure, l’AMAN (Aliansi Masyarakat Adat Nasional ou « alliance nationale des communautés coutumières ») créée en 1999. Lors de son 2e congrès en 2003, l’AMAN déclarait que « si l’Etat ne reconnaissait pas les communautés coutumières, les communautés coutumières ne reconnaîtraient pas l’État ».
Pour AMAN, masyarakat adat est la traduction en indonésien de l'expression anglaise « indigenous people » ou « peuple autochtone ». L'organisation estime qu’elles représentent entre 50 et 70 millions de personnes, soit en gros 1/4 de la population de l’Indonésie. AMAN donne la définition suivante d'une masyarakat adat :
« Une communauté coutumière est un groupe communautaire qui possède une origine ancestrale, habite depuis des générations une certaine aire géographique et possède un système de valeurs, idéologique, économique, politique, culturel, social, et territorial propre ». On voit que cette définition ne fait aucune référence à la langue, ni à la religion, ni au phénotype.
L’action des organisations a des effets. Ainsi, la loi de 1999 sur les forêts reconnaît le statut des populations indigènes et leurs droits. En 2001, une résolution du MPR (parlement) reconnaît, respecte et protège les droits des communautés coutumières.
À ce jour, le gouvernement indonésien n’a toujours pas signé la convention no. 169 de 1989 de l’Organisation internationale du travail (OIT) définissant les droits des « peuples indigènes et tribaux ». L’Indonésie n’a pas non plus participé à la « Décennie des peuples indigènes » (1995-2004). Idéologiquement, il n'est en tout cas pas facile d'accepter, dans le cadre de l'état unitaire de la république d'Indonésie, la notion de populations qui seraient « indigènes » et auraient d'autres droits que les autres citoyens.

## La période de Soeharto
Le régime de l’« Orde Baru » (« l’ordre nouveau ») de Soeharto considérait que tous les Indonésiens de souche étaient indigènes (les « non-indigènes » comprenant notamment les Indonésiens d’origine chinoise). Il n'y avait pas lieu de faire la distinction entre les habitants indigènes d'une région donnée, et les Indonésiens provenant d'autres régions.
En outre, le régime interdisait tout débat à caractère dit « SARA » (« suku, agama, ras, antar golongan », c’est-à-dire « ethnie, religion, race, inter-classe »). 
Enfin, l'Orde Baru dénonçait toute revendication susceptible de mettre en danger la construction nationale et le développement économique.
L'Orde Baru fondait sa légitimité sur deux éléments :
- La lutte contre le communisme,
- Le développement économique.

À partir des années 1980, les politiques de développement économique et industriel initiées par le régime Soeharto se heurtent à des problèmes liés à la propriété de la terre et au contrôle des ressources naturelles. 
Dans les années 1990, la pertinence de la menace communiste devient de moins en moins évidente. Sur le plan économique, on dénonce de plus en plus dans l’activité des grandes sociétés, multinationales ou indonésiennes, des expulsions, une dégradation de l’environnement et des violations des droits de l’homme. 
La conséquence en sont des explosions de violence contre tout ce qui est « étranger » et responsable des maux du pays : le Fonds monétaire international, l’impérialisme américain, les spéculateurs financiers internationaux, les konglomerat indonésiens chinois ou liés à la famille Soeharto. On voit entre se dessiner une dichotomie entre :
- intérêts mondiaux et locaux ;
- autoritarisme du gouvernement central et démocratie de base ;
- « modernité » de l’État et « tradition » indigène ;
- exploitation dévastatrice par les multinationales et utilisation traditionnelle durable des ressources ;
- nouveaux venus et locaux.

## L'époque coloniale
Cet antagonisme prend ses racines dans le passé colonial de l’Indonésie. À l’époque des Indes néerlandaises, la plus grande partie de l’Indonésie, en dehors de Java, était gouvernée de façon indirecte. Le gouvernement colonial, soucieux d’avoir des interlocuteurs qui lui rendent compte de l’administration des populations, avait créé de nouvelles structures d’autorité et de nouvelles unités politiques qu’il appelait rechtgemeenschappen (« communautés fondées sur le droit », sous-entendu coutumier). Celles-ci se définissaient, d’une part par un territoire, d’autre part par un groupe linguistique ou culturel. Le gouvernement colonial considérait que ces groupes étaient régis par des « lois coutumières » et dirigés par des « chefs coutumiers ».
En 1870, il promulgue des lois agraires qui établissent que toute terre non cultivée ou abandonnée depuis plusieurs années relève du domaine de l’État.

## L’Indonésie indépendante
Dans les premières années de son indépendance, proclamée en 1945, la république d'Indonésie ne remet pas en question cette conception. La constitution de 1945 déclare que « la terre et l’eau et les richesses naturelles qu’elles contiennent sont contrôlées par l’État et sont utilisées pour le plus grand bienfait du peuple ». Ceci inclut les forêts, qui constituent à l’époque 70 % du territoire indonésien. 
En 1967, le régime de Soeharto promulgue des lois sur les forêts et sur les mines. Les forêts sont contrôlées par le gouvernement central. Hors java, 88 % des terres sont ainsi susceptibles de devenir des concessions forestières et des plantations.
Le régime ignore délibérément les populations qui vivent dans et de ces forêts. Les baptisant suku terasing (« groupes isolés »), il les considère comme un problème de développement, qu’il faut résoudre par la sédentarisation, le renoncement à la culture itinérante sur brûlis, l’adoption d’une des cinq religions officiellement reconnues, et la scolarisation des enfants.

## La loi
La loi no. 41 de 1999 « portant forêts » contient un chapitre IX intitulé « Masyarakat Hukum Adat », c'est-à-dire « communautés de droit coutumier ».
Son article 67 stipule :
1. Les communautés de droit coutumier, aussi longtemps qu'elles existent selon la réalité et que leur existence est reconnue, ont le droit :
  1. d'effectuer un prélèvement sur le produit de la forêt pour remplir les besoins vitaux quotidiens des communautés coutumières concernées ;
  2. d'effectuer des activités d'exploitation de la forêt sur la base du droit coutumier en vigueur et qui ne contrevienne pas à la loi ; et
  3. d'en tirer profit dans le cadre de l'augmentation de leur bien-être.
2. Le renforcement de l'existence et la disparition d'une communauté de droit coutumier tels que signifiées dans le paragraphe (1) sont déterminés par des règlements régionaux (Peraturan Daerah).
3. Les autres dispositions telles que signifiées dans les paragraphes (1) et (2) sont réglés par des règlements gouvernementaux (Peraturan Pemerintah).

## Galerie

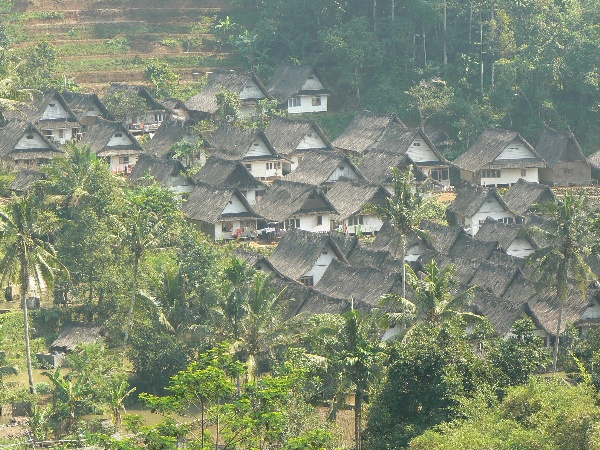
Le hameau coutumier (kampung adat) de Kampung Naga près de Tasikmalaya à Java occidental
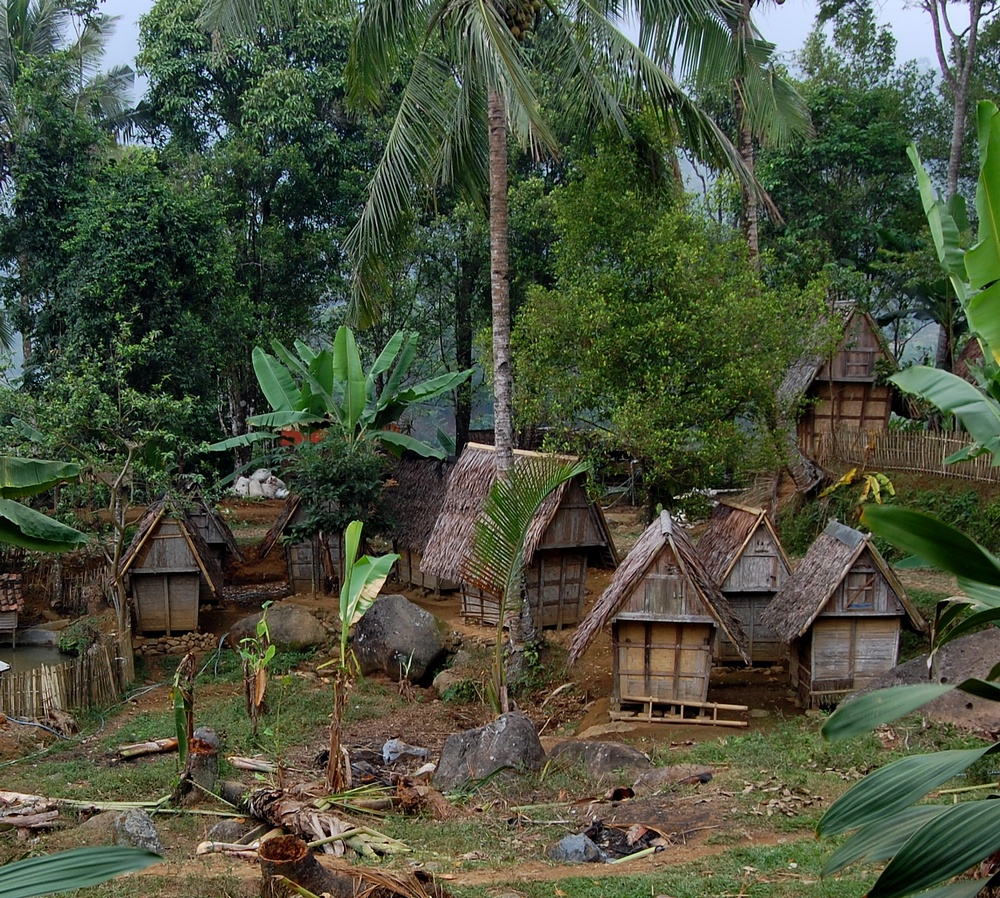
Leuit, greniers à riz sundanais traditionnels, dans le village de Sirnarasa à Java occidental
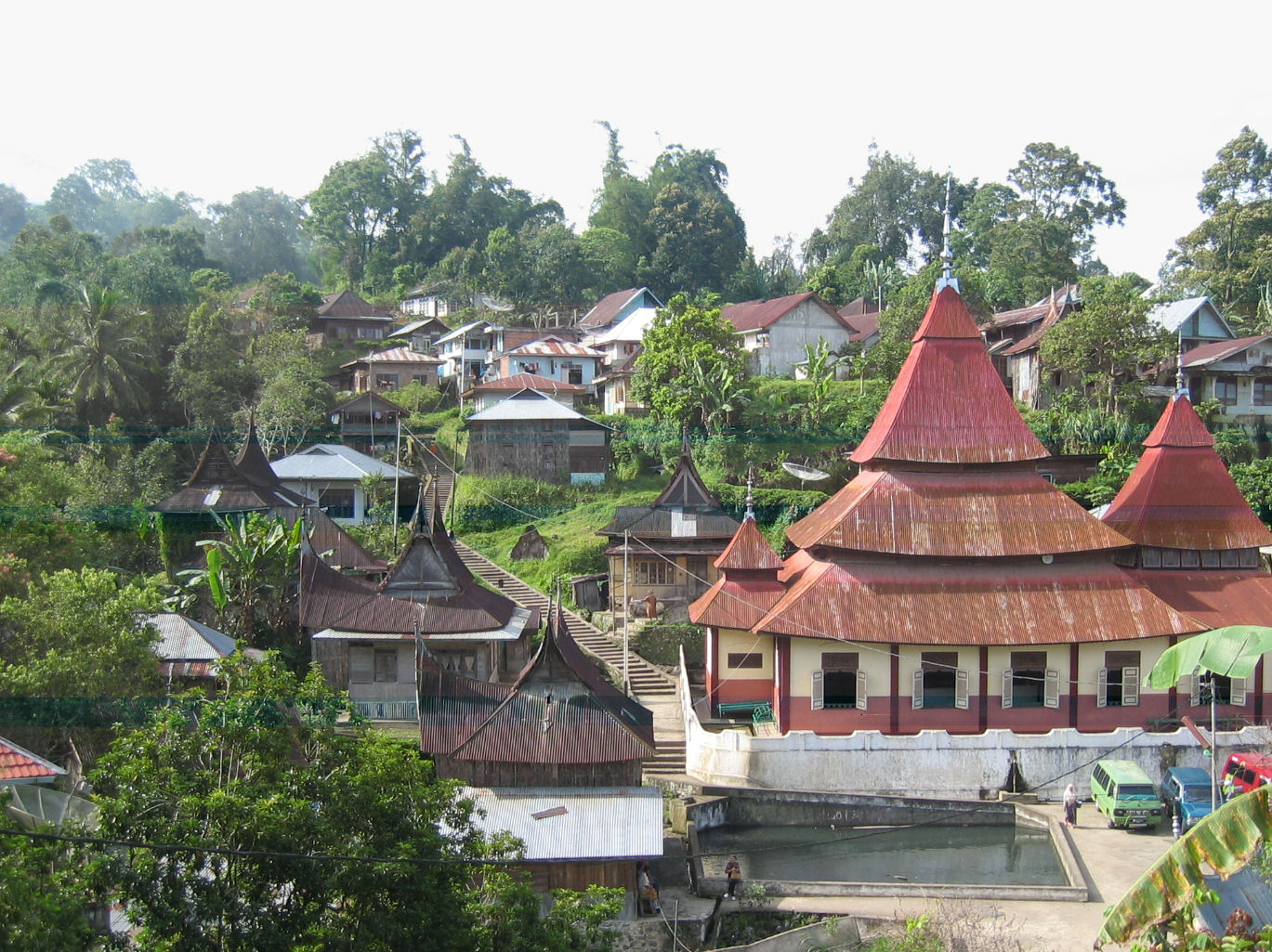
Le nagari (village traditionnel minangkabau) de Pariangan à Sumatra occidental
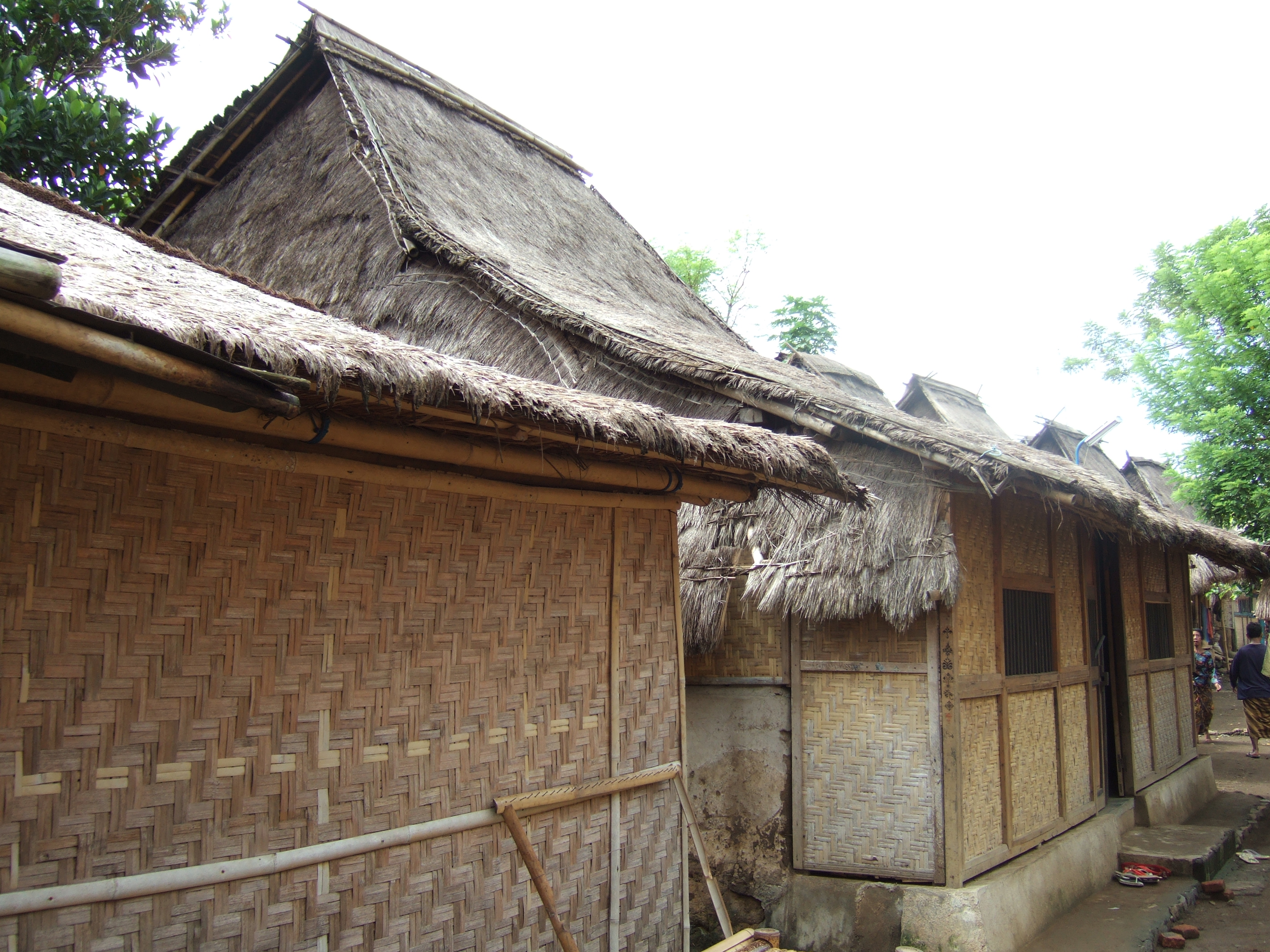
Le hameau coutumier de Sade à Lombok
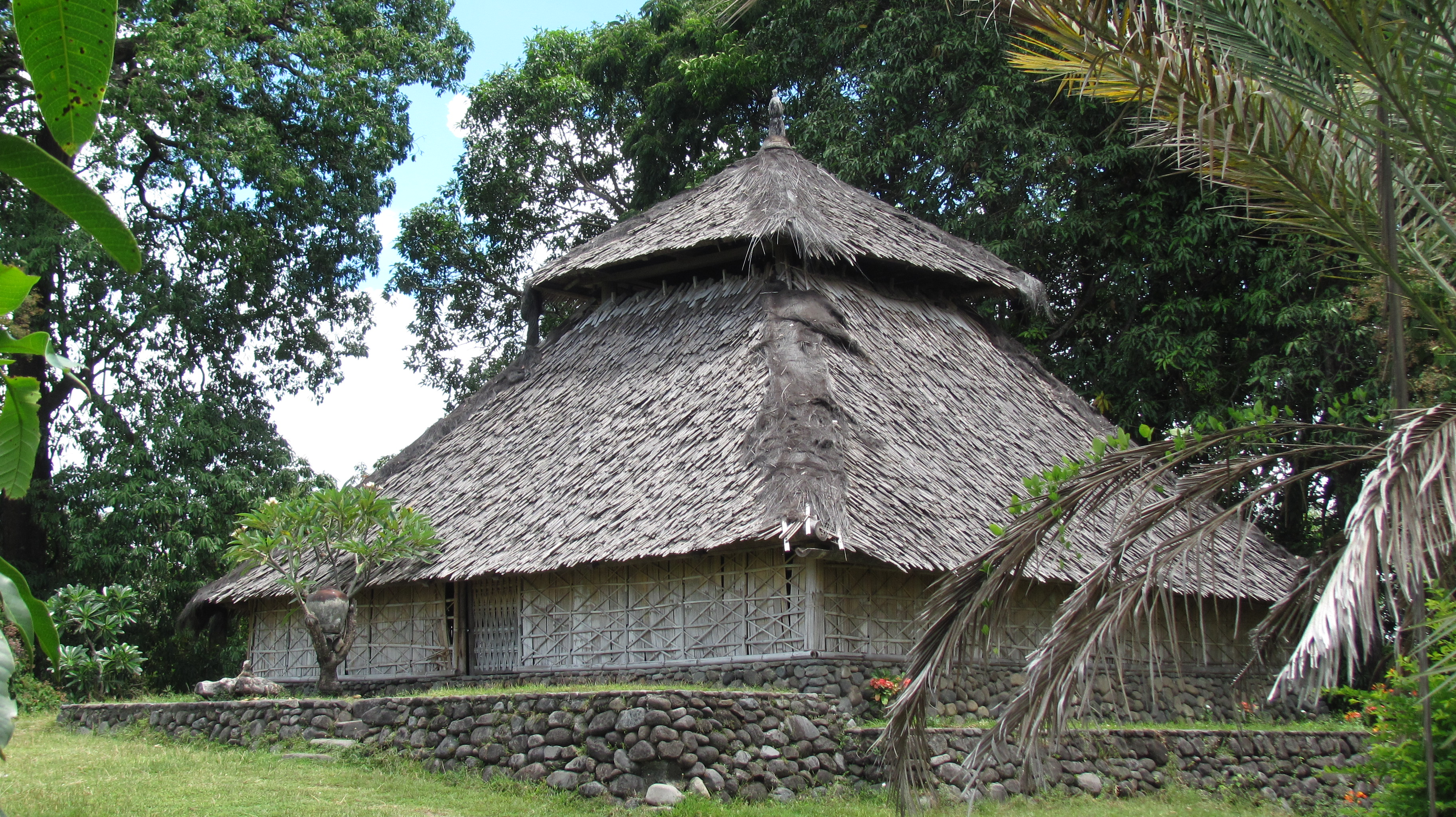
La mosquée du village coutumier de Bayan à Lombok

## Source
- Kosel, Sven, « Masyarakat Adat in between decentralization and globalization – Indonesia’s current discourse on indigenous peoples’ rights » in Insular Southeast Asia, 2006